# Ezio Costa
Ezio Costa (Santiago, 29 de enero de 1983) es un abogado, docente y académico chileno especializado en derecho ambiental y regulación. Es  subdirector del Centro de Derecho Ambiental de la Universidad de Chile y docente de la misma casa de estudios. Es director ejecutivo de la ONG FIMA, y académico en la misma institución. Ha integrado instancias consultivas estatales y participado en causas judiciales sobre conflictos socioambientales en Chile. 

## Biografía
Ezio Costa obtuvo su licenciatura en Ciencias Jurídicas y Sociales en la Universidad de Chile en 2010. Posteriormente, completó un Magíster en Regulación en la London School of Economics and Political Science (LSE) en 2013. En 2020, alcanzó el grado de Doctor en Derecho por la Universidad de Chile, presentando la tesis titulada “La Participación Ciudadana en Materia Ambiental: Un Modelo Deliberativo”.

### Trayectoria profesional
En el ámbito académico, es profesor de la Facultad de Derecho e investigador del Centro de Regulación y Competencia (RegCom) de la Universidad de Chile, donde imparte cursos sobre Derecho Ambiental, Derecho de Aguas y Regulación de Mercados. Desde 2022 ejerce como subdirector del Centro de Derecho Ambiental de la Universidad de Chile. Adicionalmente, es profesor de Derecho y Regulación Ambiental en las Facultades de Ciencias Físicas y Matemáticas y de Ciencias Agronómicas.
Es actualmente investigador colaborador en el Instituto de Estudios Europeos de la Universidad Autónoma de Barcelona, principal researcher en el proyecto Speak4Nature de la Unión Europea y coordinador del proyecto Climate Law in International Context, de la Universidad de Hamburgo con la Universidad de Chile.
Desde 2012 ejerce como Director Ejecutivo de la organización no gubernamental FIMA, dedicada a la justicia ambiental en Chile, y desde ese mismo año es socio parte de Environmental Law Alliance Worldwide (ELAW), una alianza de abogados y científicos que ayuda a las comunidades a proteger el medio ambiente y la salud pública mediante la legislación.

## Causas judiciales
A lo largo de su trayectoria, ha sido abogado en diversas causas judiciales relacionadas a emblemáticos conflictos socioambientales de Chile. Participó en la oposición al proyecto HidroAysén, que contemplaba la construcción de cinco centrales hidroeléctricas en los ríos Baker y Pascua, en la Región de Aysén. También ha trabajado en el caso del proyecto hidroeléctrico Río Cuervo, en la misma región, analizando su legalidad y riesgos ambientales.
En 2018 fue uno de los abogado demandantes ante el caso de contaminación ambiental y emergencia sanitaria en las comunas de Quintero y Puchuncaví, donde se presentó un recurso de protección por la vulneración de  de derechos fundamentales de las comunidades expuestas a altos niveles de azufre, arsénico y material particulado provenientes del cordón industrial en la zona.
Actualmente, es abogado de la ONG Oceana Chile, la que investiga el impacto del proyecto minero-portuario Dominga, ubicado en la comuna de La Higuera, Región de Coquimbo, cercano a la Reserva Nacional Pingüino de Humboldt.

## Participación pública
Ha integrado comisiones técnicas y consultivas en el ámbito legislativo y gubernamental en Chile. En 2017, fue parte del Consejo Nacional de Participación Ciudadana y Fortalecimiento de la Sociedad Civil, constituido por el Ministerio Secretaría General de Gobierno. En 2024, integró el Comité de Carbono Neutralidad y Resiliencia, convocado por los Ministerios de Medio Ambiente, Economía, Energía y Ciencia, cuya misión fue identificar brechas y elaborar propuestas para una transición hacia una economía descarbonizada. Ese mismo año, fue parte de la comisión de expertos del Senado encargada de proponer una reforma al Sistema de Evaluación de Impacto Ambiental (SEIA), donde presentó junto a otros especialistas alternativas para reemplazar las Comisiones de Evaluación Ambiental. En 2025, fue convocado al Comité de Alto Nivel para el desarrollo de la Estrategia de Minerales Críticos, en el contexto del debate sobre la regulación de estos recursos en la transición energética.
Ha participado en diversas conferencias, foros y espacios nacionales e internacionales vinculados al medio ambiente, el derecho ambiental, la justicia ambiental y la transición ecológica. Entre ellas, ha asistido a varias ediciones de la Conferencia de las Partes de la Convención de las Naciones Unidas sobre el Cambio Climático (COP), incluyendo la COP29 en Bakú, Azerbaiyán. También ha sido expositor y moderador en eventos como el Seminario Internacional de Justicia Restaurativa y Medio Ambiente en junio de 2024, el seminario internacional “El desarrollo de políticas industriales ante la crisis climática”, realizado en Chile y organizado por la Facultad de Derecho de la Universidad de Chile en agosto de 2024, el VI Foro Internacional de Justicia Ambiental, espacio organizado por el Segundo Tribunal Ambiental en noviembre de 2024, y el encuentro internacional “Growth vs Climate Conference 2024” que realizó el Instituto de Ciencia y Tecnología Ambientales de la Universidad Autónoma de Barcelona.

## Publicaciones e investigaciones
Entre sus publicaciones e investigaciones, destacan aquellas relacionadas con la participación ciudadana en materia ambiental, justicia ambiental, constitución ecológica y crisis climática, entre otras: 
| Año  | Título                                                                                  | Tipo  | Participación |
| ---- | --------------------------------------------------------------------------------------- | ----- | ------------- |
| 2020 | “Participación ciudadana: Conceptos Generales, Deliberación y Medio Ambiente".          | Libro | Coautor       |
| 2021 | “Por una Constitución Ecológica: Replanteando la Relación entre Sociedad y Naturaleza”. | Libro | Autor         |
| 2022 | “El asilo contra la extinción”.                                                         | Libro | Coautor       |
| 2022 | “Derechos de la Naturaleza en Chile. Argumentos para su desarrollo constitucional”.     | Libro | Coautor       |
| 2024 | “State Responsibilities in the Climate Crisis: Legal Standards and Global Litigation”.  | Libro | Coautor       |
| 2025 | "Derecho del Trabajo, medioambiente y transición justa".                                | Libro | Coautor       |